# Mahino
Mahino est une localité de l'ouest de la Côte d'Ivoire appartenant au département de Tabou, dans la Région du Bas-Sassandra.
La localité de Mahino est un chef-lieu de commune.